# Bíró András (író)
Bíró András (Székesfehérvár, 1923. május 3. – Érd, 2016. június 27.) magyar író, költő, újságíró, műfordító. Írói álnevei: Jász Iván (1948–1951) és Lux S. Pál (1955–2016).

## Élete
Bíró Gyula és Péli Erzsébet gyermekeként született.
1943-1945 között a Pázmány Péter Tudományegyetem jogi szakán tanult, de ezt nem fejezte be, és 1945-1949 között ugyanitt magyar-történelem szakon diplomázott. 1959-1961 között elvégezte az Újságírói Akadémiát.
1944-ben a nyilasok munkaszolgálatra kényszerítették. 1945-1947 között a Rádió Közvéleménykutató Intézetének kérdőbiztosa volt. 1946-1947 között a KALOT propaganda osztály vezetője volt. 1947-1948-ban a Katolikus Parasztifjúság Szövetségének előkészítő bizottságának főtitkáraként dolgozott. 1947-1953 között a Földművelésügyi Minisztérium sajtóosztályának előadója, hírszolgálati felügyelője, megbízott osztályvezetője volt. 1948-ban kizárták az Írószövetségből, 1990-ben rehabilitálták. 1953-1955 között a Rádió műsorszerkesztőjeként dolgozott. 1955-től 11 évig a Magyar Mezőgazdaság rovatvezetője, olvasószerkesztője és főszerkesztő-helyettese volt. 1966-1975 között A kutya felelős szerkesztője volt. 1975-1979 között a Lapkiadó Vállalat sajtófönökeként tevékenykedett. 1979-től 5 esztendőn át a Búvár rovatvezetője valamint az Új Tükör főmunkatársa volt. 1984-től nyugdíjas. 1989-1991 között a Krúdy Gyula Irodalmi Kör alelnöke, valamint a Nagy Lajos Irodalmi és Művészeti Társaság főtitkára volt. 1991-től az Érdi Újság és az Érdi Polgár főszerkesztője. 1995-1998 között ismét A kutya-nál dolgozott, mint főszerkesztő. 2000-ben indította útjára a Virágos Város nevű mozgalmat. 2006-tól a Magyar Rádió örökös tiszteletbeli tagja.

## Művei
- Élő beszéd (versek, 1946)
- Az új élet útján (riportok, 1956)
- Levelek a kertből (1977)
- A szépség ünnepe (versek, 1982)
- Tiéd a táj (antológia, 1984)
- Berda a sírból (versek, 1986)
- Elkísérnek a csillagok (antológia, 1986)
- Kutyasport, a kutyatartás ABC-je (1987)
- Dávid és Góliát – Mária vallomásai (2 verses poéma, 1988)
- A szókimondás évada (antológia, 1988)
- A hiszékeny csaló (regény, 1989)
- Kutya a lakásban (1990)
- A hűség könyve (riportok, 1991)
- Nemzedékek (antológia, 1991)
- Egy évtized (antológia, 1992)
- Honnan, hová? (antológia, 1992)
- A szépség ünnepe (1992, 1997)
- Házam, hazám, szerelmem (antológia, 1993)
- Mesevonat (antológia, 1994)
- Holt angyalok (versek, 1994)
- Poly Art Podium (antológiák, 1995, 1997, 2003)
- A századik év elé (1996)
- Keresztek, kardok, koronák (regény, 1996)
- Kutyahűség (riportok, 1997)
- Mert erősebb a dal (antológia, 1997)
- Kutya a házban és a ház körül (1997)
- Hit és bizalom (versek, 1997)
- A természet csodái (versek és prózai írások, 1998)
- Harc és játszma (antológia, 1998)
- Másfél évtized (antológia, 1998)
- Liliomok, hollók, félholdak (regény, 1999)
- Öt országon át (Útinapló, 1999)
- Szavak kéke, aranya (antológia, 2000)
- Kísértet és Klementína (antológia, 2000)
- Szétszaggatva, megtaposva, megmaradva – Trilógia 3. könyve (2000)
- Százéves történet (kispróza, 2000)
- Pénteki jegyzetek – Válogatott publicisztikai írások (2001)
- Két évtized (antológia, 2002)
- Vér és ölelés – Hármasregény (2002)
- Dárius Nyugaton (regény, 2005)
- Száz év árnyékban, kevés napsütéssel (regény, 2007)
- Találkozásaim (riportok, 2008)
- A lépcsősor legalsó fokán (kisregény, 2008)
- Zarándok út (bibliai poéma, 2008)
- Segítség! Vettem egy kiskutyát! (2009)
- Fejesugrás európába a kádár-korszakban (2010)
- Bent a malomban őröl a molnár (összegyűjtött versek, 2011)
- Versmondogató 2 (2012)
- Hűséges barát (2013)
- 70 év az irodalomban (2013)
- Ádám és feleségei (2013)
- A holokauszt margójára (2014)
- Pusztából kiáltó. Kisregény; Hungarovox, Bp., 2015
- Zarándi. Kisregény; Hungarovox, Bp., 2015

## Díjai, kitüntetései
- Baumgarten-ösztöndíj (1947-1948)
- Szocialista Kultúráért (1978)
- Művészeti Minisztérium Nívódíja (1978)
- Kiváló Munkáért (1982)
- Csuka Zoltán-díj (1987, 1996)
- Krúdy Gyula-emlékérem (1989)
- Nagy Lajos-emlékérem (1997)
- Magyar Köztársasági Ezüst Érdemkereszt (1998)
- Érd díszpolgára (2003)
- A Magyar Köztársasági Érdemrend lovagkeresztje (2003)

## Külső hivatkozások
- Érd info
- Ki kicsoda Érden?
- Életrajza az Óperencia Bt. honlapján
- Kortárs magyar írók
- Bíró András weboldala
- Bíró András Könyváruház – Érd központ, Budai út 24.